# Sonja Bennett
Sonja Bennett (Vancouver, 24 de agosto de 1980) es una actriz canadiense conocida por su actuación en la película Young People Fucking con la que consiguió un premio del Festival de Cine de Vancouver a la Mejor Actriz.

## Biografía
Bennett es hija del director y guionista Guy Bennett y de Anna Hart. Se graduó en el Instituto Garibaldi de Maple Ridge y asistió a la Universidad de Columbia Británica durante dos años y más tarde en Langara.
Los primeros pasos de la actriz fueron con papeles secundarios en series televisivas como Battlestar Galactica, Traveler y la adaptación televisiva de Blade aparte de Eureka y La zona muerta. En 2006 fue nominada a un premio Leo a la Mejor Actriz Secundaria por Godiva's.
En 2002 participó en la película Punch, dirigida por Guy Bennett, su padre.

## Recepción
| Año  | Festival                              | Categoría               | Resultado        |
| ---- | ------------------------------------- | ----------------------- | ---------------- |
| 2002 | Vancouver International Film Festival | Mejor Actriz            | Mención especial |
| 2003 | Vancouver Film Critics Circle Award   | Mejor Actriz Principal  | Premiada         |
| 2005 | Leo Awards                            | Mejor Actriz Secundaria | Nominada         |
| 2005 | Gemini Awards                         | Mejor Actriz Secundaria | Nominada         |
| 2006 | Leo Awards                            | Mejor Actriz Secundaria | Doble nominación |
| 2008 | Vancouver Film Critics Circle         | Mejor Actriz Secundaria | Premiada         |
| 2010 | Leo Awards                            | Mejor Actriz Secundaria | Nominada         |